# Карельская Мушня
Карельская Мушня — деревня в Череповецком районе Вологодской области.
Входит в состав Ягановского сельского поселения, с точки зрения административно-территориального деления — в Ягановский сельсовет.
Расстояние по автодороге до районного центра Череповца — 44 км, до центра муниципального образования Яганово — 14 км. Ближайшие населённые пункты — Кубино, Большое Красново, Малое Красново.
По переписи 2002 года население — 28 человек (14 мужчин, 14 женщин). Всё население — русские.